# Gutshaus Rothenklempenow

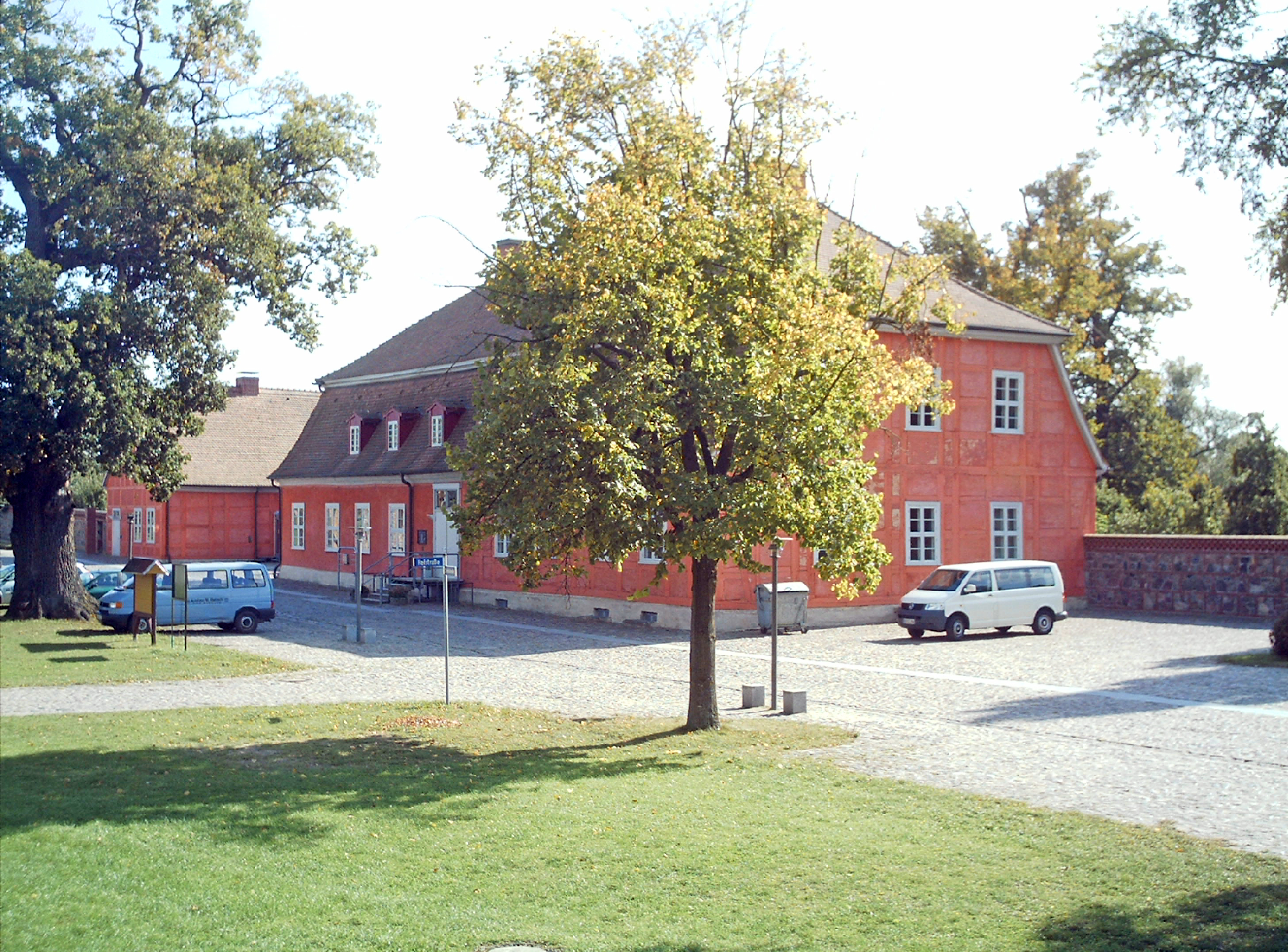

Das ehemalige Gutshaus Rothenklempenow, auch Schloss Rothenklempenow genannt, in Rothenklempenow, Schlossstraße 2, stammt von 1761. Das Gebäude steht unter Denkmalschutz.

## Geschichte
Das Dorf Rothenklempenow mit 631 Einwohnern (2015) wurde 1295 als castrum clempenowe erstmals erwähnt, als nördlichen Grenzburg zwischen Pommern und Brandenburg. Von dieser Burg waren schon vor einhundert Jahren nur noch wenige Spuren vorhanden. Das erste Gutshaus wurde 1609 von Hans von Eickstedt erbaut. Es brannte im Dreißigjährigen Krieg nieder.

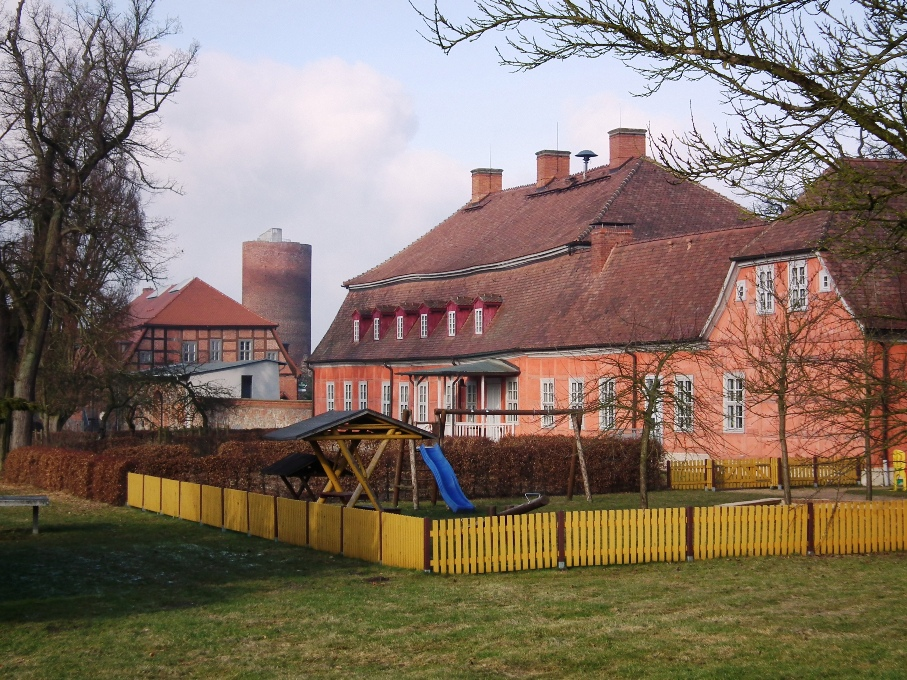
Gutshaus, Bergfried und Brennerei

Das heutige eingeschossige barocke Gutshaus mit einem Krüppelwalmdach wurde als Fachwerkbau 1761 neu errichtet. Die weiteren Anlagen des Lehns-Rittergutes wurden zwischen 1850 und 1860 vorwiegend als Fachwerkhäuser gebaut. Für Rothenklempenow wurde vor 1888 ein gesondertes Geldfideikommiss mit Festlegung des Nutznießers, Ernst Graf von Eickstedt-Peterswald, verheiratet mit Ottilie Alwine von Enckevort, in Form der Primogenitur eingerichtet. Während dessen Minderjährigkeit wurden die Zinsen zum Kapital geschlagen. Die Gutsbesitzerfamilie war wirtschaftlich um 1900 gut aufgestellt.galt als finanziell sehr gut situiert. 1934 erfolgte eine größere Aufteilung des gräflichen Guts, auch in einzelne Bauernsiedlungen. Es blieb über 1939 ein gräfliches Restgut, bis zu den Enteignungen der Bodenreform. Dieses Gut Rothenklempenow, verpachtet an die Weidegenossenschaft mbH, hatte einen Größe von 376 ha. Eigentümer war Vivigenz Ernst Graf von Eickstedt-Peterswaldt (1904–1977). Ihm gehörte noch der Hauptsitz Hohenholz und in Brandenburg die Besitzungen um Eichstedt mit Rollberg. Graf Eickstedt lebte dann in Südafrika.
1952 der Zusammenschluss zu einer Landwirtschaftlichen Produktionsgenossenschaft (LPG).
Im Rahmen der Städtebauförderung wurde das Haus mit dem Mansarddach von 1994 bis 1998 saniert. Bei der Sanierung wurden alte rote Farbschichten mit dem aufgemalten Ziegelraster freigelegt. Störende Nebengebäude wurden abgerissen. Im Gebäude wurde eine Europäische Jugendwerkstatt mit Produktionsschule, Lehrwerkstätten und Gästehaus eingerichtet.
2004 eröffnete die Produktionsschule Rothenklempenow den Schulbetrieb. 2011 kam es zu einem Trägerwechsel und 2013 zur Schließung und Verlegung der Einrichtung.
Als Schloss Rothenklempenow wurde es danach zum Gästehaus für Jung und Alt.